# Takht-e Soleyman
Takht-e Soleyman, (persiska: تخت سليمان, Salomos tron) är det moderna namnet på platsen Shiz or Adur Gushnasp, ordagrant "Krigarnas eld"). Adur Gushnasp är den viktigaste helgedomen för zoroastriska och sasanidiska imperiet. Den 3 juli 2003 blev helgedomen, som ligger nära den moderna staden Takab i Västazarbaijan, Iran, ett världsarv.
Det befästa området ligger bland odlingsfält i en dal cirka 400 km väster om Teheran. Platsen omfattar lämningar av en zoroastrisk helgedom delvis återuppbyggd under Ilkhanidiska perioden, såväl som ett tempel från sasanidisk tid, som var helgat till Anahita (på modern persiska kallad Nahid). Likt många andra platser i Iran, som Firuzabad, anses utformningen av eldtemplet, palatset och allmänna planen ha influerat utvecklingen av islamisk arkitektur[källa behövs].
Folkliga legender säger att kung Salomo brukade fängsla monster innanför den 100 meter djupa kratern i det närliggande Zendan-e Soleyman ("Salomos fängelse"). En annan krater innanför befästningarna är fyllt med källvatten; Salomo sägs ha skapat en flödande damm som än idag finns kvar. I vilket fall tillhör Salomo semitiska legender och därför anses sägnen och namnet (Salomos tron) ha blivit till efter den islamiska erövringen av Persien. Ett armeniskt manuskript från 300-talet, som relaterar till Jesus och Zarathustra, och ett antal historiker från den islamiska perioden, nämner denna damm. Grunderna till eldtemplet omkring dammen hör till denna legend.
Arkeologiska utgrävningar har avslöjat spår av att området använts på 500-talet f.Kr. under den akemenidiska perioden, såväl som spår av senare partiska bosättningar i citadellet. Mynt från de sasanidiska kungarnas regeringstid, har också hittats. Enligt legenden, reste varje potentiell sasanidisk härskare hit för att ödmjuka sig själv vid det helgade eldaltaret innan de tillträdde tronen.

## Bildgalleri

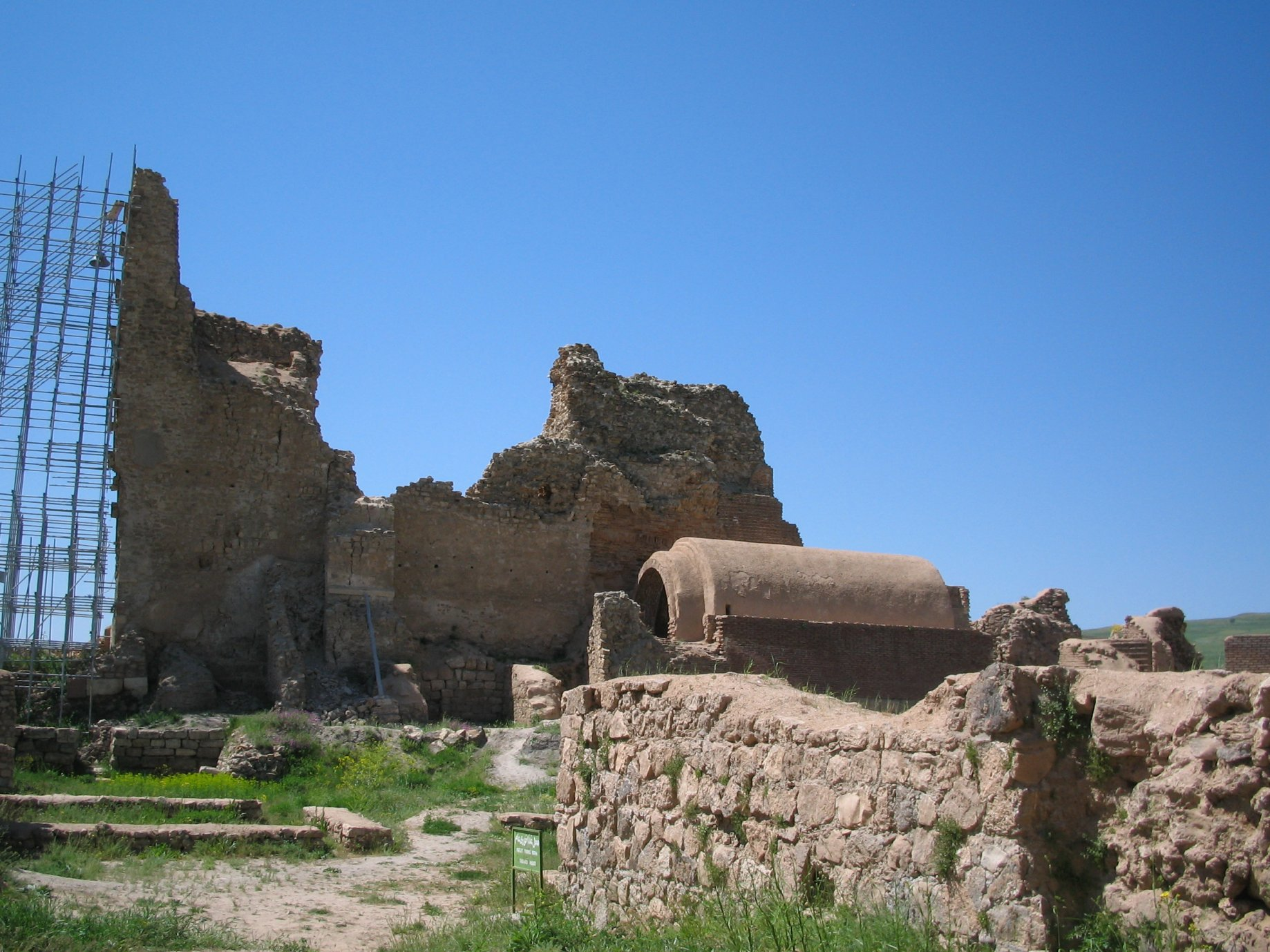
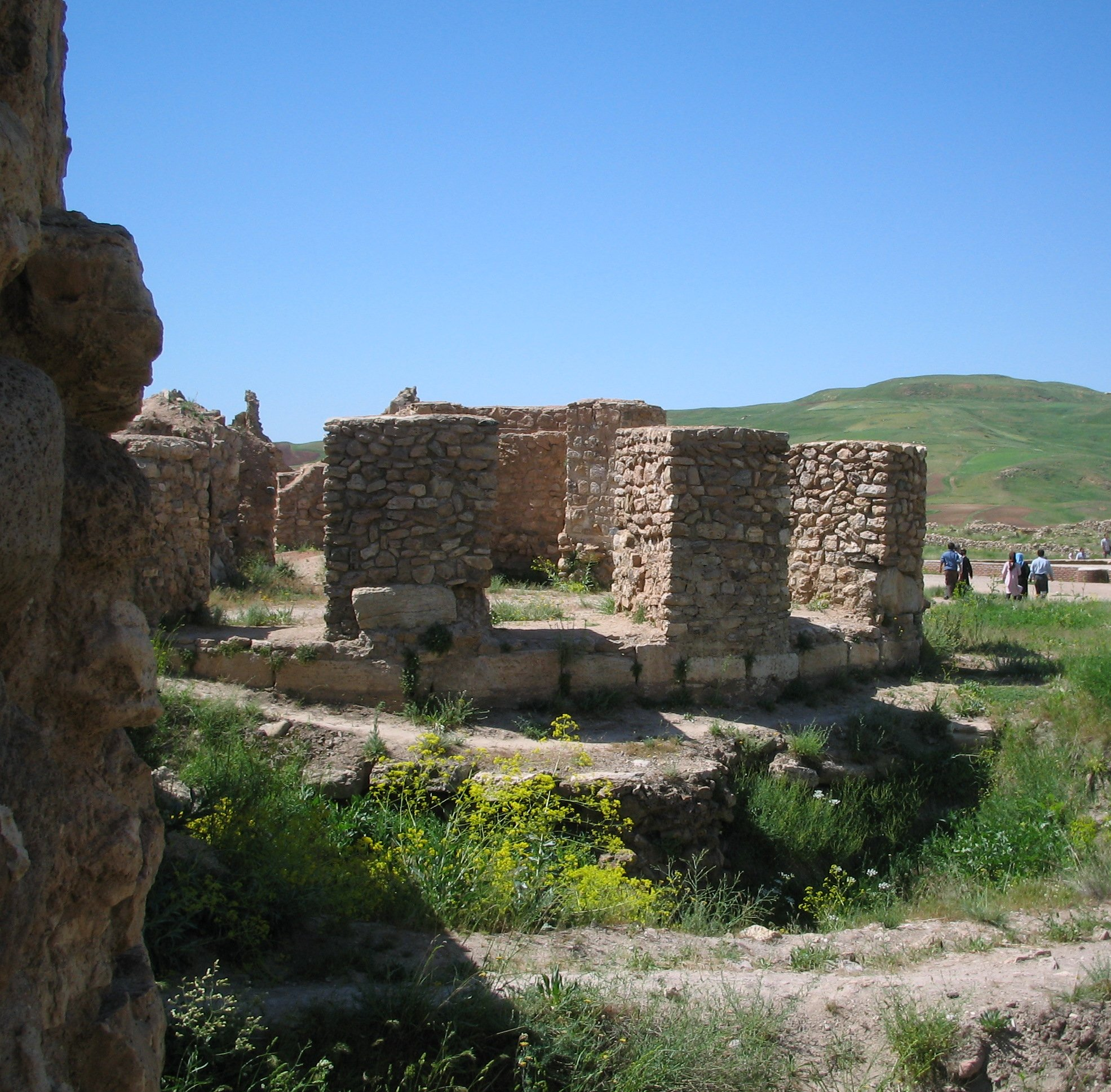
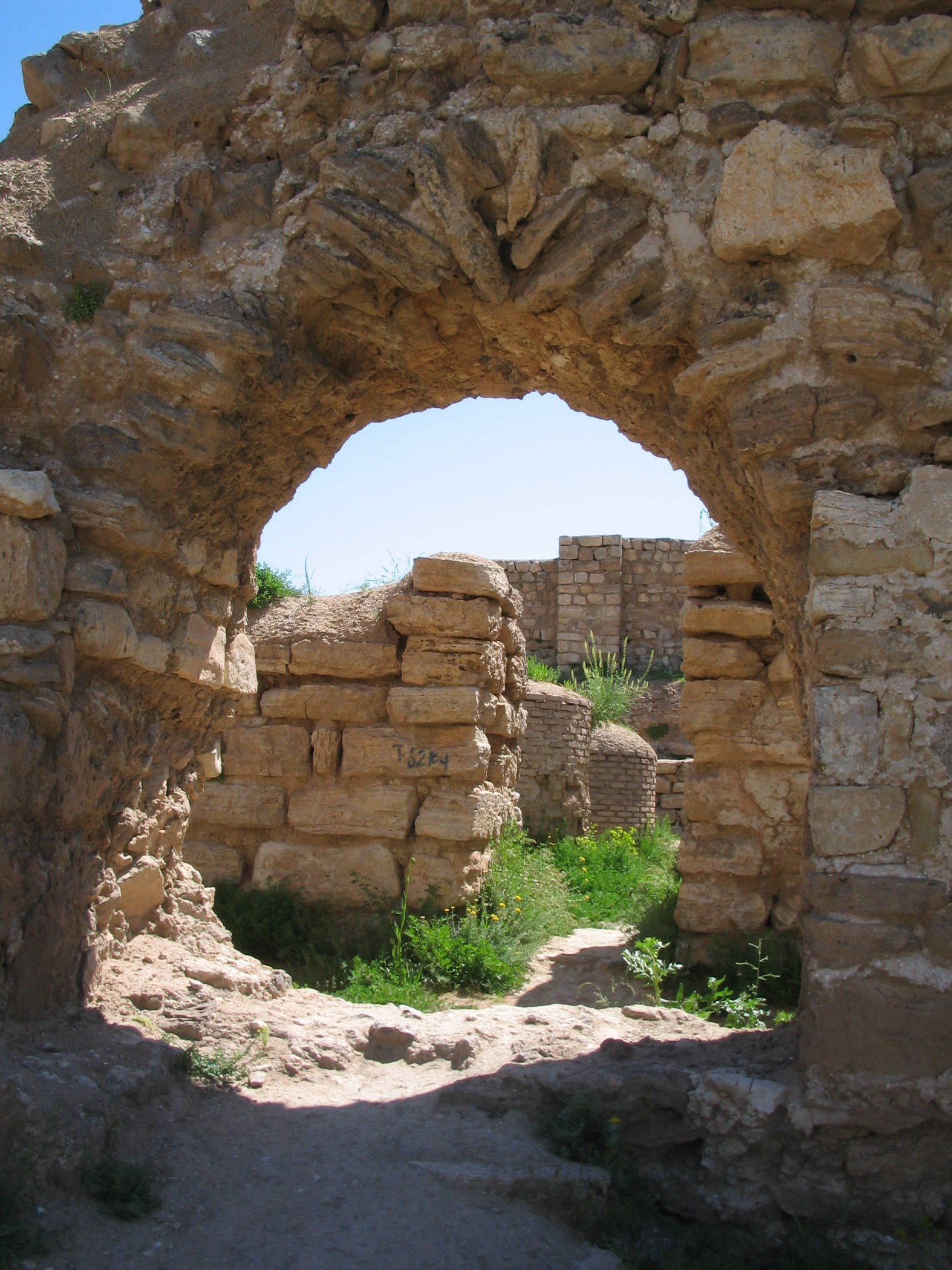
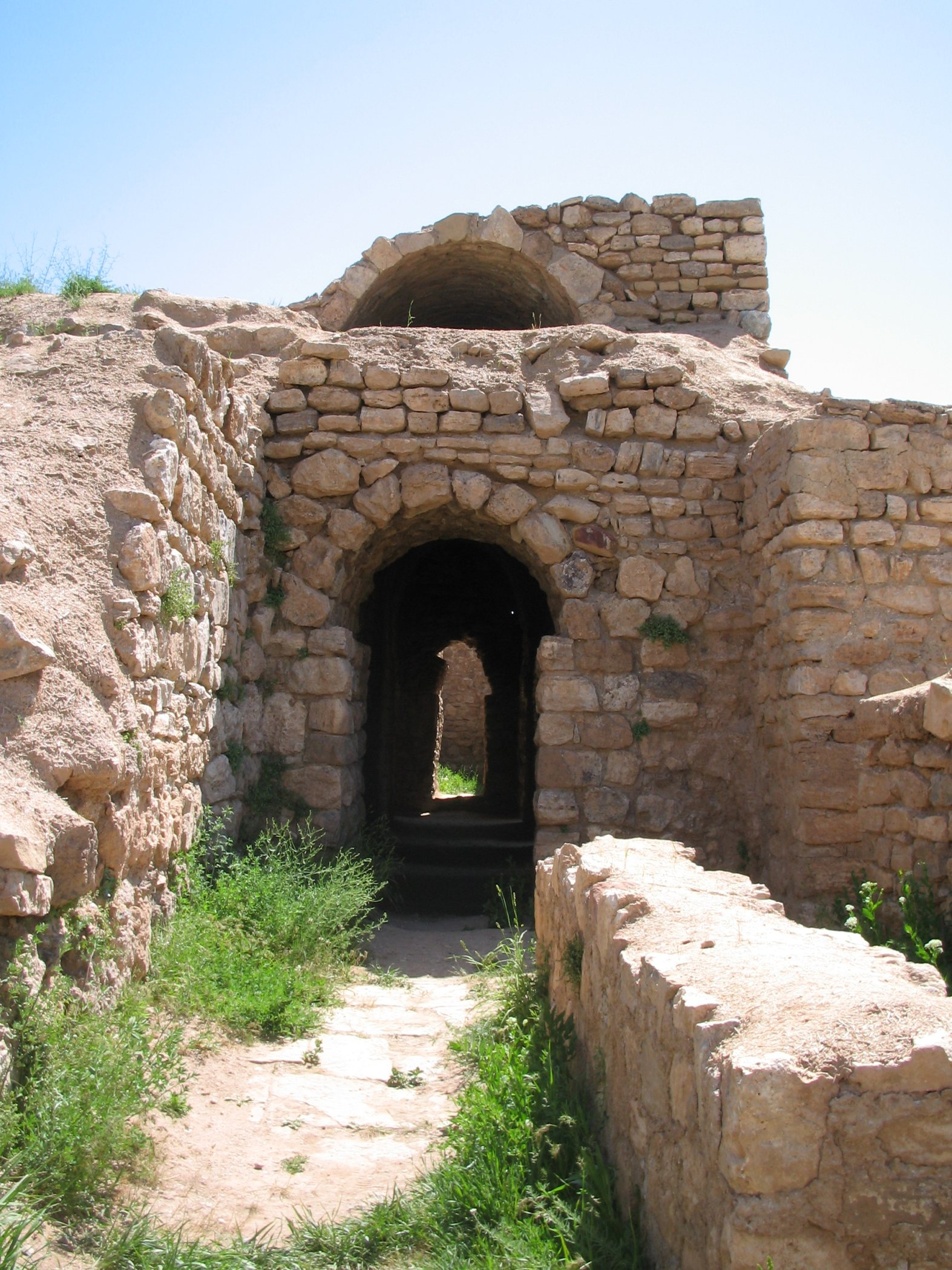
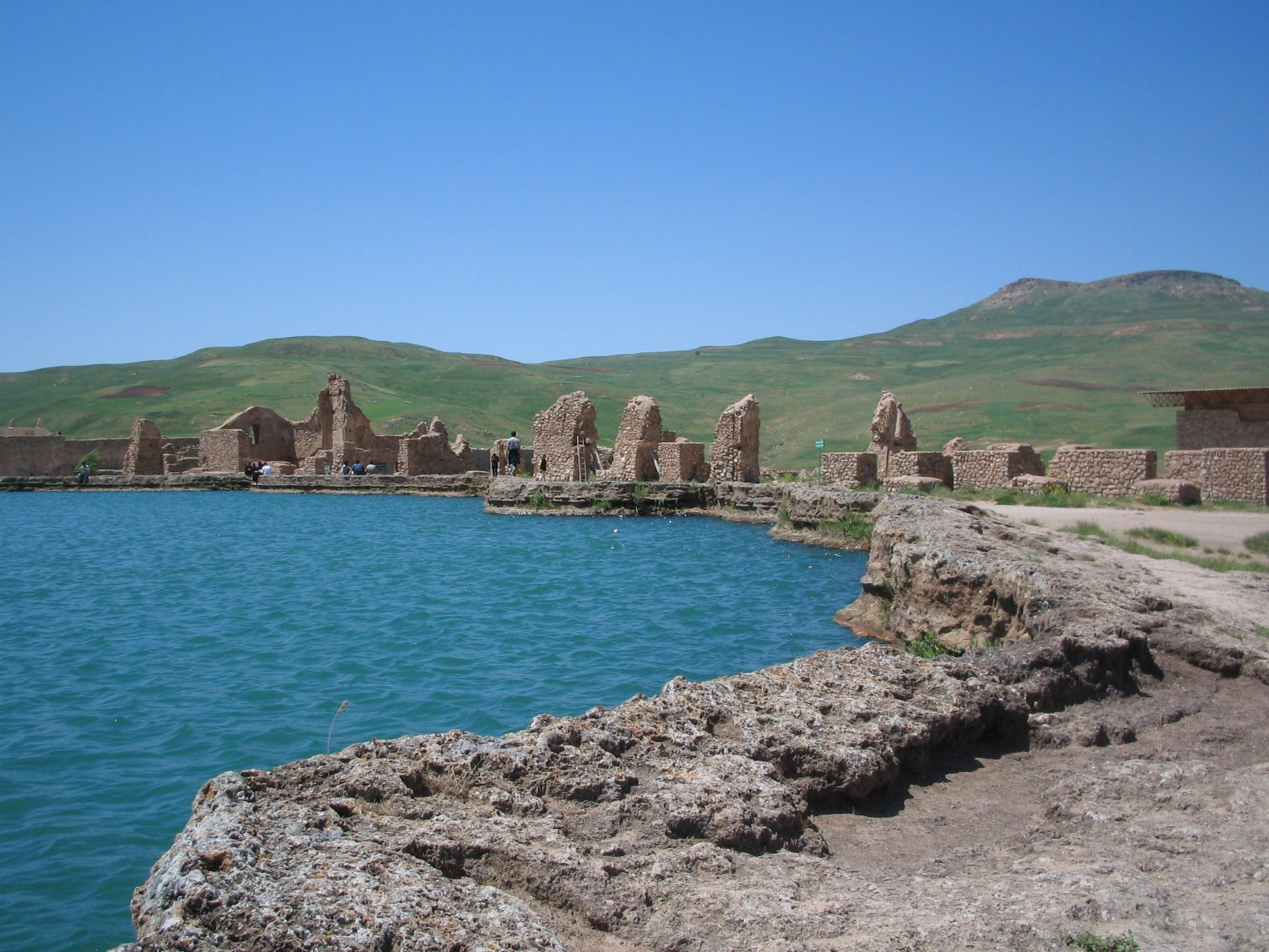
Kratern